# Uphusen
Uphusen är en ort i staden Achim i Landkreis Verden i delstaten Niedersachsen, Tyskland. Orten ligger direkt vid motorvägen A1.  Uphusen ligger sydöst om Bremen.